# المرزعة (القفر)

تعديل مصدري - تعديل

المرزعة محلة تابعة لقرية بقلة، التابعة لعزلة بني سيف السافل بمديرية القفر إحدى مديريات محافظة إب في الجمهورية اليمنية، بلغ تعداد سكانها 98 حسب تعداد اليمن لعام 2004.